# Orchidoideae
Orchidoideae es una subfamilia de orquídeas de hábitos terrestres que agrupan más de 3600 especies.

## Distribución
Las orquídeas de esta subfamilia están presentes en todos los continentes excepto la Antártida.  Aunque hay muchas especies en el continente asiático, existen relativamente pocas especies  en comparación con otras partes del mundo.  Ninguna de las especies se encuentran en las zonas permanentemente heladas o en el desierto.

## Descripción
Estas contienen a las orquídeas con una sola (= monandro), antera fértil, la cual es erecta y basitónica.(= no produce hojas debajo de la inflorescencia).
La subfamilia Orchidoideae y la previamente reconocida subfamilia Spiranthoideae se consideran los afines más próximos  en el grupo natural de las orquídeas "monandro" debido a :  
- un hábito terrestre compartido
- polinias séctiles (= capaces de ser separados)
- anteras erectas.

Orchidoideae contiene dos subclados  con las siguientes tribus :  
- tribus: Chloraeeae - Codonorchideae - Cranichideae - Diseae - Diceratosteleae - Diurideae - Orchideae - Tropideae

La anterior subfamilia Spiranthoideae está ahora reciclada como tribu Cranichideae en el clado de las Orchidoideae. Esta es la hermana de la tribu Diurideae.
La tribu Orchideae comprende a las subtribus siguientes:
- Habenariinae
- Orchidinae

La tribu Diseae comprende a las subtribus siguientes:
- Disinae
- Satyriinae

La tribu polifilética Cranichideae  comprende a las subtribus  monofiléticas siguientes :
- Cranichidinae - Goodyerinae - Mannielinae - Pachyplectroninae - Prescottiinae - Pterostylidinae - Spiranthinae - Cranichideae sin asignar

La tribu Diurideae comprende a las siguientes subtribus : 
- Acianthinae - Caladeniinae - Cryptostylidinae - Diuridinae - Drakaeinae - Megastylidinae - Prasophyllinae - Rhizanthellinae - Thelymitrinae - Unassigned